# Union Ixelles
Union FC d'Ixelles – belgijski klub piłkarski, mający siedzibę w mieście Bruksela, w stolicy kraju.

## Historia
Chronologia nazw:
- 1892: Union FC d'Ixelles
- 1901: klub rozwiązano

Piłkarski klub Union został założony w gminie Ixelles stolicy Bruksela w 1892 roku. Początkowo zespół grał tylko mecze towarzyskie. 1 września 1895 klub stał się jednym z 10 zespołów założycieli Belgijskiego Związku Piłki Nożnej, zwanym wtedy jako Union belge des sociétés de sports athlétiques (UBSSA). W sezonie 1895/96 debiutował w pierwszych mistrzostwach Belgii. Zajął ostatnie 7.miejsce i pożegnał się z rozgrywkami w najwyższej klasie. Kilka lat później, w 1901 roku klub został rozwiązany.

## Sukcesy

### Trofea międzynarodowe
Nie uczestniczył w rozgrywkach europejskich (stan na 31-05-2016).

### Trofea krajowe
| \| \| Zdobyte trofea w rozgrywkach Belgii (stan na: 31-03-2017) \| |                                                           |      |          |
| Rozgrywki                                                          | Osiągnięcie                                               | Razy | Sezon(y) |
| Mistrzostwo                                                        | I miejsce                                                 | 0    |          |
| Mistrzostwo                                                        | II miejsce                                                | 0    |          |
| Mistrzostwo                                                        | III miejsce                                               | 0    |          |
| Mistrzostwo                                                        | 7.miejsce                                                 | 1    | 1895/96  |
| Puchar                                                             | zdobywca                                                  | 0    |          |
| Puchar                                                             | finalista                                                 | 0    |          |
| II liga                                                            | I miejsce                                                 | 0    |          |
| II liga                                                            | II miejsce                                                | 0    |          |
| II liga                                                            | III miejsce                                               | 0    |          |
| Belgia                                                             | Zdobyte trofea w rozgrywkach Belgii (stan na: 31-03-2017) |      |          |

## Stadion
Klub rozgrywał swoje mecze domowe na boisku Plaine Ten Bosch, położonym w gminie Ixelles.